# X (zespół muzyczny)
X – amerykański zespół punkrockowy z Los Angeles. Został utworzony w 1977 roku przez: wokalistkę Exene Cervenkę, gitarzystę Billy’ego Zooma, wokalistę/ basistę Johna Doe i perkusistę D.J. Bonebrake'a. Ich pierwsza płyta z 1980 roku zatytułowana Los Angeles, której producentem był muzyk The Doors Ray Manzarek została dobrze przyjęta zarówno przez podziemną prasę jak i oficjalne media. Wczesny materiał X miał zawierał w sobie elementy rockabilly. Większość piosenek zespołu napisali Doe i Cervenka. Ich liryczne teksty były porównywane do twórczości Charlesa Bukowskiego i Raymonda Chandlera, natomiast sama muzyka była bardzo melodyjna z partiami wokalnymi pełnymi harmonii. Te cechy bardzo wyróżniały zespół na tle innych grup punkrockowych (ale i nie tylko) z Los Angeles. Ich następna płyta Wild Gift z 1981 została uznana "płytą roku" przez: "Rolling Stone", "The Los Angeles Times", "The New York Times" i "Voice Village". Los Angeles i Wild Gift ukazały się nakładem wytwórni Slash Records. W 1982 roku X podpisał kontrakt z firmą Elektra Records aby wydać płytę Under the Big Black Sun, na której trochę odszedł od wypracowanego przez siebie oryginalnego stylu. Rok później ukazał się album More Fun in the New World.
W 1985 roku członkowie X utworzyli zespół pod nazwą The Knitters. W tym projekcie nie wziął udziału Zoom, w miejsce którego pojawił się gitarzysta Dave Alvin (z The Blasters) i Johnny Ray Bartel (Red Devils) na kontrabasie. Zaprezentowali muzykę country.
Zoom opuścił X w 1986 roku, kiedy ukazał się film dokumentalny o zespole X: Unheard Music. Został na krótko zastąpiony przez Alvin'a, którego z kolei zastąpił Tony Gilkyson. W tym składzie nagrali płytę studyjną See How We Are (1987) i koncertową Live at the Whisky a Go-Go (1988). Na tym albumie zespół muzycznie jeszcze bardziej oddalił się od tego co prezentował na początku swojej kariery, choć ładunek energii pozostał niezmieniony. Po wydaniu tej płyty muzycy przestali grać. Doe i Cervenka zajęli się w tym czasie swoimi solowymi projektami.
Na początku lat 90. X wznowił działalność. W 1993 nagrano płytę Hey Zeus!, natomiast dwa lata później koncertową Unclogged. Film X: Unheard Music został ponownie wydany na DVD w 2005 roku. W lecie 2006 X zjeździł północną Amerykę w ramach As World Burns Tour 2006 razem z Rollins Band i Riverboat Gamblers.
W 2003 roku piosenka Los Angeles została wykorzystana w grze video Tony Hawk's Underground 2.

## Skład
- Exene Cervenka – wokal (od 1977)
- John Doe – wokal, gitara basowa (od 1977)
- Billy Zoom – gitara (1977–1986)
- D.J. Bonebrake – perkusja (od 1977)
- Dave Alvin – gitara (1986)
- Tony Gilkyson – gitara (od 1986)

## Dyskografia
Single:
- We're Desperate, (Dangerhouse 1978)
- White Girl, (Slash Records 1980)
- Blue Spark, (Elektra Records 1982)
- Breathless, (Elektra Records 1983)
- True Love Part II, (Elektra Records 1983)
- Burning House of Love, (Elektra Records 1985)
- Country at War, (Big Life 1993)

Albumy:
- Los Angeles, (Slash Records 1980)
- Wild Gift, (Slash Records 1981)
- Under the Big Black Sun, (Elektra Records 1982)
- More Fun in the New World, (Elektra Records 1983)
- Ain’t Love Grand!, (Elektra Records 1985)
- See How We Are, (Elektra Records 1987)
- Live at the Whisky a Go-Go, (Elektra Records 1988)
- Hey Zeus!, (Mercury Records 1993)
- Unclogged, (Infidelity Records 1995)

Składanki:
- The Decline of Western Civilization Soundtrack, (Slash Records 1981)

## Filmografia
- The Decline of Western Civilization, (1981)
- Urgh! A Music War, (1981)
- X: The Unheard Music, (1986)
- X – Live In Los Angeles, (2005)